# Tanavella
La tanavella è uno strumento idiofono tipico di Leonessa, in provincia di Rieti, che veniva usato per avvisare i fedeli dell'imminenza delle funzioni religiose in tutti i periodi in cui le campane erano "legate" e non potevano suonare, come ad esempio la quaresima.
Si tratta di un oggetto composto da una tavola di legno delle dimensioni di un foglio A4 o più grande, con un manico su uno dei lati corti e un oggetto metallico (una sorta di batacchio) incernierato su ognuna delle facce in modo che scuotendola producesse rumore.
L'uso della tanavella era riservato ai ragazzini del paese ai quali faceva oltremodo piacere poter fare un po' di confusione autorizzata.
L'uso di strumenti diversi, perlopiù idiofoni di legno, per sostituire le campane durante i periodi in cui esse dovevano tradizionalmente tacere (tipicamente, durante la settimana santa, tra il mezzogiorno del giovedì e il giorno di Pasqua) era diffuso in molte regioni d'Italia, dove tali strumenti ricevevano spesso denominazioni locali. Per esempio:
- troccole di legno a Roma[2], in Sicilia (per esempio a Trapani[3]), in Puglia (a Taranto[4]), in Calabria[5].
- battistangola, tavoletta di legno con una maniglia metallica e delle borchie, anch'esse metalliche ad Osimo ed a Jesi[6]

La Raganella è uno strumento idiofono costituito da una ruota dentata di legno che fatta girare attraverso una manovella ,pizzica con i denti una lamella, anch'essa di legno, producendo un caratteristico rumore simile al gracidio delle rane: da qui il nome Raganella a Moie.
Secondo alcuni, l'uso di sospendere il suono delle campane tra la messa in Coena Domini e il Gloria del sabato santo, con l'adozione, in tale periodo, di altri strumenti, perlopiù in legno, richiamerebbe le pratiche più antiche, anteriori all'adozione delle campane per segnalare pubblicamente i momenti liturgici. L'uso del legno per segnalare gli uffici divini era diffuso tra i monaci orientali del V secolo, come dimostrazione di povertà, e tale uso sarebbe sopravvissuto, ad esempio tra i cappuccini, che solevano anche in tempi recenti chiamare i frati al dormitorio battendo un coppo.